# Jean-Luc Lagarce
Jean-Luc Lagarce, né le 14 février 1957 à Héricourt (Haute-Saône) et mort le 30 septembre 1995 à 38 ans à Paris 14e, est un comédien, metteur en scène, directeur de troupe et dramaturge français.
C'est, depuis, l'un des auteurs contemporains les plus joués en France. Ses textes sont traduits en vingt-cinq langues et sont joués dans de nombreux pays.

## Biographie
Jean-Luc Lagarce naît à Héricourt en Franche-Comté, de parents protestants[réf. nécessaire] et ouvriers chez Peugeot qui se sont rencontrés dans un atelier de théâtre amateur. En 1965, la famille s'installe dans le pays de Montbéliard, dans le Doubs. Jean-Luc Lagarce effectue l'intégralité de sa scolarité à Valentigney et écrit une première pièce de théâtre alors qu'il n'est encore qu'au collège.
En 1975, il s'inscrit au conservatoire d'art dramatique et à la faculté de philosophie de Besançon. Auteur et metteur en scène, il est encore en licence lorsqu'il fonde avec d'autres étudiants le Théâtre de la Roulotte, en 1977, dont le nom rend hommage à Jean Vilar.
Son mémoire de maîtrise de philosophie, intitulé « Théâtre et Pouvoir en Occident », est publié mais il décide par la suite d'abandonner sa thèse, qui devait porter sur la notion de système chez Sade, pour privilégier la mise en scène et l'écriture[réf. nécessaire]. Il met en scène Marivaux, Labiche, Ionesco, puis ses propres textes.
Ses premières pièces sont jugées par Lucien Attoun, directeur du Théâtre Ouvert de Paris, trop proches du théâtre de l'absurde de Ionesco et Beckett. Attoun décide cependant de publier ses textes suivants et de les intégrer au nouveau répertoire dramatique de France Culture.
Après une expérience théâtrale de va-et-vient entre l'Est de la France et la capitale, pendant laquelle il officie en tant que chef de troupe, il s'installe à Paris à la fin des années 1980. Ses mises en scène de pièces classiques ont souvent beaucoup plus de succès que celles de ses propres textes, les représentations des premières permettant de financer les secondes[réf. nécessaire].
Il se sait condamné sept ans avant sa mort et centre alors son écriture sur la disparition et la famille, que celle-ci soit biologique ou choisie. Au printemps 1990, il reçoit le prix Léonard-de-Vinci (la bourse de la Villa Médicis pour l'étranger) et part trois mois à Berlin où il rédige Juste la fin du monde. À son retour en France, très peu sont ceux qui comprennent et acceptent cette pièce. Il achève Le Pays lointain une semaine avant sa mort, dans une tentative de réécriture après son dernier échec, en livrant une version plus ample et complète de Juste la fin du monde.
Il meurt à 38 ans, le 30 septembre 1995 à l'hôpital Cochin, des conséquences du sida, comme d'autres dramaturges de sa génération tels que Bernard-Marie Koltès ou Copi.

## Postérité
Après sa mort, Joël Jouanneau permet la reconnaissance de ses écrits en créant la pièce Juste la fin du monde en 1999.
En 2007, son ami François Berreur propose sa propre version de la pièce, qui est nommée aux Molières l'année suivante.

## Style

### Le retour dans l’écriture et le pouvoir de la parole
La thématique du retour revient souvent dans les ouvrages de Jean-Luc Lagarce, à partir de sa pièce Juste la fin du monde, où le protagoniste retourne au sein de sa famille pour l’informer de sa mort prochaine. Ce retour de Louis déclenche un retour « de ce qui a été, ceux qui ont été et qui sont destinés à revenir. La distinction entre l’original et la copie, le même et l’autre, le mort et le vif vacille » : en effet, les retrouvailles avec les membres de la famille réveillent les problèmes et les incompréhensions, dans une pièce qui montre l’amour à travers les éternelles querelles. La thématique du retour se voit aussi dans le style de l’écriture : il y a un retour physique et psychique de la langue à travers tous les moyens de la répétition. Anadiploses, anaphores, allitérations, polyptotes et épanorthoses se succèdent dans les phrases et dominent les dialogues. L’utilisation de l’imparfait, temps de la répétition et de l’habitude, ou l’adverbe réitératif « toujours » avec d’autres éléments répétitifs, contribuent à donner la fonction tragique : il y a en effet un figement des actions et des personnages et « Entre expansion et rétention, la langue se déplie et se déploie, exhibe ses possibles. Elle pose et retire, retire et pose, amplifie et condense ».
Une place importante parmi ces figures de style est occupée par l’épanorthose, qui consiste « à revenir sur ce que l’on vient de dire, soit pour nuancer le propos, soit au contraire pour le réexposer avec plus d’énergie et de précision. L’étymologie du mot désigne la correction, il s’agit donc non pas de réitérer les mêmes propos, mais de les reprendre pour les retravailler ». L’épanorthose souligne l’importance de la parole chez Lagarce, dont l’écriture montre une recherche presque frénétique de la vérité et du mot juste : les personnages semblent n’arriver jamais à dire ce qui tourmente leur pensée. Ce perfectionnement de la parole agit à travers des propositions périphrastiques et une écriture dense et sinueuse. Lors d’un entretien avec Lucien Attoun, Jean-Luc Lagarce a précisé : « Je suis fasciné par la manière dont, dans la vie, les conversations, les gens – et moi en particulier – essaient de préciser leur pensée à travers mille tâtonnements… au-delà du raisonnable ».
Comme le dit Clara Joubert, « dans le théâtre de Lagarce et précisément dans Juste la fin du monde, la parole est le sujet et le centre de toute l’action dramatique, il n’y a pas de véritables péripéties qui font avancer l’histoire vers un dénouement, mais on suit plutôt les évolutions discursives de chaque personnage en quête de soi et en quête des autres. La parole peut être considérée comme un personnage à part entière car elle est au centre de la pièce et au centre des relations entre les personnages. Pour autant si les personnages s’expriment énormément et dans de longues répliques, leur discours ne permet pas d’agir ».

### L’oralité et la poétique de l’incertitude
La répétition montre l’émotion, l’inquiétude, la panique et le tâtonnement des personnages : la langue de Lagarce mime les errements, les bégaiements, les fourvoiements de l’oral que l’écrit tend dans son usage normatif à effacer. Le monologue de Louis, au début de Juste la fin du monde, est un exemple évident : l’oralité est présente dans une parole parfaitement maitrisée. La recherche du mot juste, les reformulations et le travail sur la ponctuation contribuent « moins à renforcer la communication qu’à en manifester les fragilités […] » Les variations rappellent la subjectivité et, donc, le caractère aléatoire de toute énonciation. L’exactitude est un leurre, un faux-semblant, un conte rassurant, un fantasme. « Nous devons conserver au centre de notre monde le lieu de nos incertitudes, le lieu de notre fragilité, de nos difficultés à dire et à entendre. Nous devons rester hésitants et résister ainsi, dans l'hésitation, aux discours violents ou aimables des péremptoires professionnels, des logiques économiques […] ». Il y a donc une véritable poétique de l’incertitude, soulignée par le champ sémantique de l’illusion (peut-être, paraitre) et par les particularités stylistiques de l’écriture dramaturgique de Lagarce : « les répétitions, les retours en arrière, la mise en abîme du fait de raconter, de dire, les hésitations, les blancs, la typographie qui imite l’écriture de vers, la ponctuation, la longueur des répliques, les silences ».

### L’implicite
L’écriture de Lagarce est une écriture de l’implicite, où les personnages ne disent jamais ce qu’ils pensent véritablement et le lecteur doit être actif et attentif aux moindres détails. Il y a « une sorte de secret au cœur même de l’écriture ».

## Postérité
Jean-Luc Lagarce laisse une œuvre riche de plusieurs dizaines de pièces, plusieurs récits et un roman, Voyage à La Haye. Ses écrits sont redécouverts par les critiques et les metteurs en scène après sa mort. Cette méconnaissance de son œuvre de son vivant serait liée au fait qu'il montait lui-même ses pièces, quand les pièces de Bernard-Marie Koltès étaient montées par Patrice Chéreau.
Sa pièce Juste la fin du monde entre au répertoire de la Comédie-Française en 2008. Cette pièce et Derniers remords avant l'oubli sont inscrites au programme de l'agrégation de lettres modernes, de lettres classiques et de grammaire, pour la session de 2012. Juste la fin du monde est inscrite aux programmes des classes de premières générales et technologiques du baccalauréat de français pour les sessions 2021, 2022, 2023 et 2024. Il est au programme du baccalauréat théâtre en 2008, 2009, 2010 et  2018 avec deux œuvres : Juste la fin du monde et Nous, les héros. Ses pièces sont mises en scène tout autour du monde, comme Music-Hall, dont la version brésilienne de Luiz Päetow a reçu le Prix Shell de Théâtre en 2010,.
Il a été adapté au cinéma par Xavier Dolan qui réalise le film Juste la fin du monde, sorti en 2016 et récompensé la même année au festival de Cannes par le Grand Prix du jury.
En 2018, Christophe Honoré en fait un des personnages de sa pièce-hommage Les Idoles.

## Œuvre
Une partie de son théâtre est largement autobiographique et met en scène un double de l'auteur aux prises avec les relations difficiles qu'il entretient avec sa famille et ses origines. Les pièces Retour à la citadelle (1984), Juste la fin du monde (1990), J’étais dans ma maison et j’attendais que la pluie vienne (1994) et le Pays lointain (1995) traitent du thème du retour et des adieux, et invoquent les origines provinciales et prolétaires de Lagarce, son homosexualité et sa maladie. Une autre part de son œuvre théâtrale consiste en une peinture de la vie provinciale, tout autant celle des petits théâtres que celle des familles changées par le temps et les conflits d'argent, que l'on observe dans Music-hall (1989) et Derniers Remords avant l’oubli (1987).
Les Règles du savoir-vivre dans la société moderne (1994) est une adaptation grinçante du manuel homonyme de la Baronne Staffe (1843-1911). Lagarce n'en garde que quelques éléments, décrivant avec précision comment naître, se marier et mourir, en respect des règles strictes et en maintenant la sujétion des femmes aux hommes. La pièce, écrite pour une comédienne unique, est créée par Mireille Herbstmeyer en novembre 1994 sous la direction de Jean-Luc Lagarce ; elle triomphe.
Le théâtre de Lagarce est centré sur le discours. Les intrigues de ses pièces sont relativement minces et explorent profondément le poids des non-dits et de l'incapacité au dialogue. Son écriture procède notamment par incises, les personnages reprennent sans cesse ce qu'ils viennent de dire en le modifiant (principe de l'épanorthose) : en voulant préciser les choses au maximum, le texte devient paradoxalement de plus en plus flou. La langue dramatique de Lagarce « oscille entre la parole quotidienne voire triviale, et un lyrisme revendiqué » écrit Michel Raskine.
L'ensemble de l'œuvre de Jean-Luc Lagarce avec Antoine est publié aux éditions Les Solitaires intempestifs, qu'il a fondées en 1992 avec François Berreur.

### Théâtre complet
Tome I  (ISBN 978-2846812955)
- Erreur de construction, 1977
- Carthage, encore, 1978
- La Place de l'autre, 1979
- Voyage de Madame Knipper vers la Prusse Orientale, 1980
- Ici ou ailleurs, 1981
- Les Serviteurs, 1981
- Noce, 1982
- La bonne de chez Ducatel, 1977

Tome II  (ISBN 2-912 464-78-1)
- Vagues souvenirs de l'année de la peste, 1982
- Hollywood, 1983
- Histoire d'amour (repérages), 1983
- Retour à la citadelle, 1984
- Les Orphelins, 1984
- De Saxe, roman, 1985
- La Photographie, 1986

Tome III  (ISBN 2-912 464-49-8)
- Derniers remords avant l'oubli, 1987
- Music-hall, 1988
- Les Prétendants, 1989
- Juste la fin du monde, 1990
- Histoire d'amour (derniers chapitres), 1990

Tome IV  (ISBN 978-2-84681-030-2)
- Les Règles du savoir-vivre dans la société moderne, 1994
- Nous, les héros, 1993
- Nous, les héros (version sans le père),1993
- J'étais dans ma maison et j'attendais que la pluie vienne, 1994
- Le Pays lointain, 1995

Non publié
- Les Solitaires intempestifs (également sa propre maison d'édition) 1987

### Cinéma et opéra
- Quichotte, 1989, livret d'opéra
- Retour à l'automne, scénario coécrit avec Gérard Bouysse

### Prose
- Le Bain, 1993, récit
- L'Apprentissage, 1993, récit
- Du luxe et de l'impuissance, 1994, recueil de onze articles et éditoriaux
- Journal, Les Solitaires Intempestifs (Tome 1, 1977-1990 et Tome 2, 1990-1995)

### Essai
- Théâtre et Pouvoir en Occident, 1979

### Roman
- Le Voyage à la Haye, 1994

## Metteur en scène
- 1981 : Turandot d'après Les Milles et Une Nuits, Turandot de Carlo Gozzi et Turandot de Giacomo Puccini
- 1982 : Phèdre d'après Jean Racine
- 1983 : Vagues souvenirs de l’année de la peste de Jean-Luc Lagarce
- 1983 : Histoires d’amour (Repérages) de Jean-Luc Lagarce
- 1984 : Préparatifs d’une noce à la campagne d’après Franz Kafka
- 1984 : Les Égarements du cœur et de l’esprit (Précisions) d’après Crébillon
- 1985 : Hollywood de Jean-Luc Lagarce
- 1985 : De Saxe, roman de Jean-Luc Lagarce
- 1986 : Instructions aux domestiques d’après Jonathan Swift
- 1987 : Dommage qu’elle soit une putain d’après John Ford
- 1988 : Chroniques maritales d’après Marcel Jouhandeau
- 1989 : Music-hall de Jean-Luc Lagarce
- 1990 : On purge bébé ! de Georges Feydeau
- 1991 : La Cantatrice chauve d'Eugène Ionesco
- 1991 : Histoire d’amour (Derniers chapitres) de Jean-Luc Lagarce
- 1993 : Le Malade imaginaire de Molière, Le Cratère Alès
- 1994 : L'Île des esclaves de Marivaux, Théâtre de l'Athénée-Louis-Jouvet
- 1994 : Les Règles du savoir-vivre dans la société moderne de Jean-Luc Lagarce
- 1995 : La Cagnotte d’Eugène Labiche
- 1996 : Lulu d’après Frank Wedekind[23]

## Distinctions
- Prix du Syndicat de la critique 2001 : Prix du meilleur livre sur le théâtre pour Œuvres complètes